# Tell Abyad
Tell Abyad (der weiße Hügel) ist eine Ausgrabungsstätte bei der heutigen Stadt Gilbana (Sinai) im modernen Ägypten. Hier wurden im Jahr 2007 die Reste einer königlichen Residenz aus der Ramessidenzeit untersucht und zum Teil ausgegraben. Es handelte sich um einen Bau aus Lehmziegeln, der von einer Mauer umgeben war. Innerhalb der Mauer stand ein großes Gebäude mit einem Innenhof. Nur der südöstliche Teil wurde ausgegraben und zeigt eine Reihe von Räumen entlang eines Korridors. Es fanden sich Reste von Wandmalereien, die eine einstige prächtige Ausstattung bezeugen. Die Keramik datiert den Bau unter Sethos I. bis Ramses II. Alles deutet darauf hin, dass die Anlage schnell errichtet wurde und nicht lange in Betrieb war, vielleicht als Stützpunkt für Mitglieder des Königshauses auf dem Weg von oder nach Palästina.